# Glasgow City Chambers

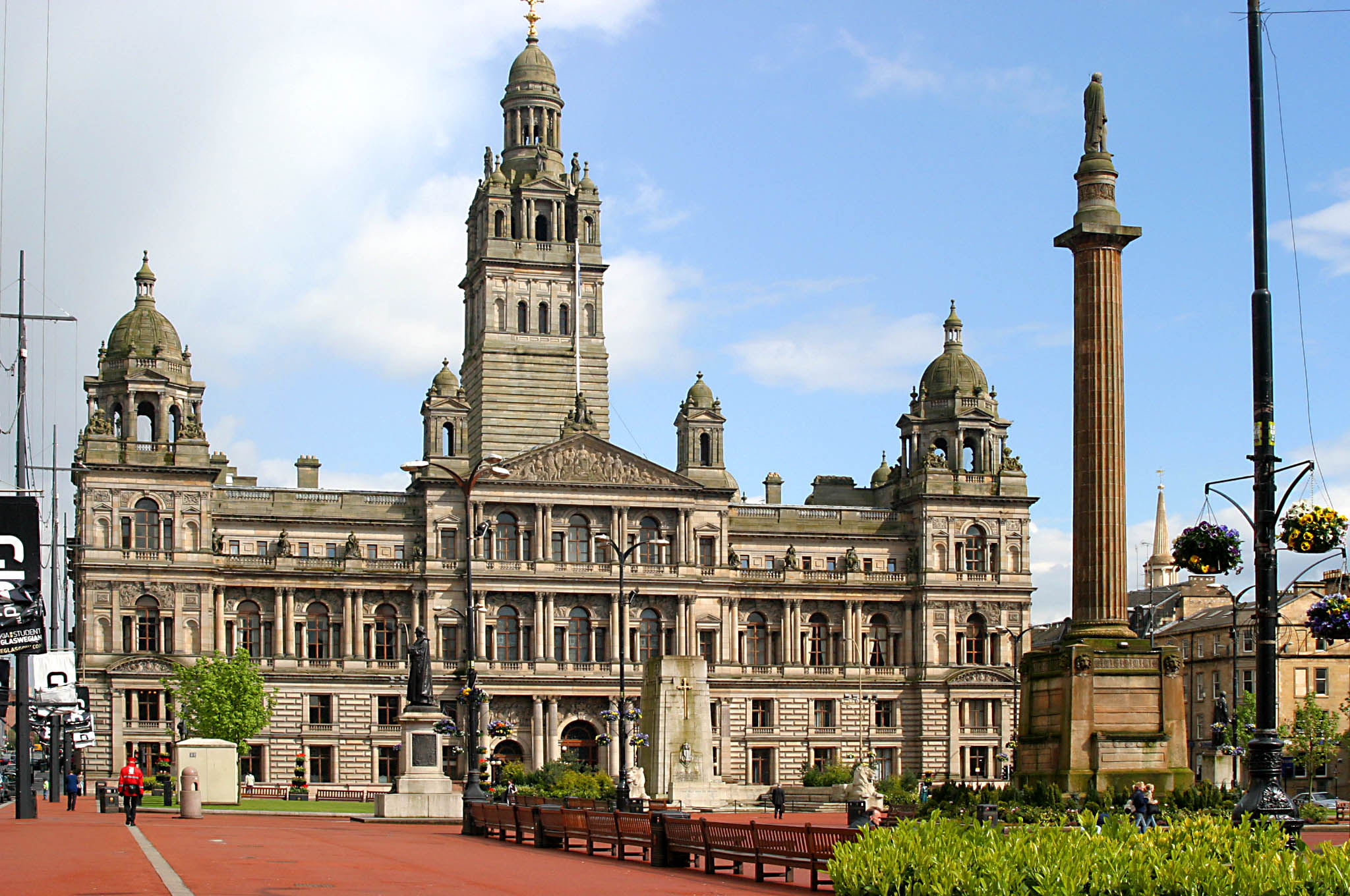
Glasgow City Chambers

Die Glasgow City Chambers sind das Rathaus der schottischen Stadt Glasgow. 1970 wurde das Bauwerk in die schottischen Denkmallisten in der höchsten Denkmalkategorie A aufgenommen. Der später hinzugefügte Anbau ist eigenständig als Kategorie-A-Bauwerk klassifiziert. Beide Gebäudeteile zusammen bilden ein Denkmalensemble der Kategorie A.

## Geschichte
Die Vorgaben zur Ausschreibung des neuen Glasgower Rathauses wurden 1879 publiziert. Zur ersten Ausscheidungsrunde 1880 reichten 98 Architekten unter Pseudonymen ihre Entwürfe ein. Der Entwurf George Corsons gewann den Wettbewerb und wurde mit 750 £ prämiert, wurde dann jedoch trotzdem nicht umgesetzt. Zu der zweiten Ausscheidungsrunde gingen gar 110 Entwürfe ein. Man erwählte den Entwurf des verhältnismäßig unbekannten, aus Paisley stammenden Architekten William Young. In den folgenden Jahren wurde Youngs Entwurf in verschiedenen Fachkreisen präsentiert.
Am 6. Oktober 1883 wurde die Grundsteinlegung vorgenommen. Zu den Spezifikationen der zweiten Runde zählten die Begrenzung der Baukosten auf 250.000 £. Die Umsetzung Youngs Entwurf schlug letztlich mit 552.028 £ zu Buche. Ehrengast der feierlichen Eröffnungszeremonie am 22. August 1888 war Königin Viktoria. Die erste Ratssitzung fand am 10. Oktober 1889 statt. Die Arbeiten im Innenraum dauerten noch bis 1890 an.
Noch vor 1910 wurde das Dienstbüro des Oberbürgermeisters überarbeitet. Die Maßnahme kostete rund 1000 £. Mit der Umgestaltung des Bankettsaals zwischen 1898 und 1902 wurden Künstler der Glasgow School betraut. Der Architekt William Leiper koordinierte die Arbeiten. Der Ratssaal wurde vor 1920 durch John Alfred Taylor Houston überarbeitet. In den 1910er Jahren wurde eine Erweiterung des bestehenden Rathauses nötig. Die um 1913 begonnene Ausschreibung gewann das Architekturbüro Watson, Salmond & Gray. Der im selben Jahr begonnene Bau wurde weitgehend fertiggestellt, jedoch nie vollendet. 1986 wurde ein Anbau nach einem Entwurf von Ian Burke hinzugefügt.

## Beschreibung
Die Glasgow City Chambers nehmen das gesamte Karree an der Ostflanke des George Square im Glasgower Zentrum ein. Das Gebäude ist aufwändig im eklektizistischen Stil ausgestaltet und soll die Wirtschaftskraft und den Status Glasgows widerspiegeln. Die Skulpturen schufen John Mossman und George Anderson Lawson. Der Anbau an der Ostseite weist stilistische Merkmale des Greek Revivals auf.